# Croton oxyphyllus
Espèce
Croton oxyphyllus est une espèce de plantes à fleurs du genre Croton et de la famille des Euphorbiaceae, présente au Brésil (Rio de Janeiro).
Il a pour synonyme :
- Oxydectes oxyphylla, (Müll.Arg.) Kuntze